# Club Natació Tàrraco
El Club Natació Tàrraco és una destacada entitat esportiva de la ciutat de Tarragona inaugurada l'any 1963.

## Història
El Club Natació Tàrraco es va fundar a la ciutat de Tarragona el 23 d'octubre de l'any 1963. En un primer moment la seu estava a la part alta de la ciutat, prop de les muralles, però de seguida es va adquirir la finca de Cal Tomaca, que els facilitava la natació.
La piscina es va inaugurar l'any 1964, amb un partit d'exhibició de waterpolo entre el Club Natació Barcelona i el Club Natació Sabadell, i l'any següent es va fer la piscina coberta. D'entre els seus nadadors d'aquell moment, que van participar en competicions internacionals, destaquen Sílvia Fontana Solà i Ramon A. Duch. Rafael Nadal Company va ser l'ànima del club durant els seus primers 45 anys de vida.
Les instal·lacions es van renovar els anys 1988, quan es va inaugurar una nova piscina coberta, i 2002. L'any 2015 es va posar de manifest la necessitat de renovar la coberta de la piscina de competició, que estava en mal estat, i es va iniciar una campanya de recollida de diners. Finalment les obres es van fer a finals d'aquell mateix any.
D'entre els certàmens que ha organitzat destaca el Campionat d'Espanya de natació sincronitzada de l'any 2004.

## Seccions
La secció més destacada l'entitat és sens dubte la natació i les seves disciplines, des de l'escola fins a la natació en aigües obertes. Destaquen igualment les seccions de natació sincronitzada i hoquei subaquàtic i compta també amb seccions de salvament i socorrisme, triatló, senderisme, atletisme, tennis de taula, judo i aikido. Algunes de les seccions competeixen en l'àmbit estatal i els seus esportistes han format part de diferents equips estatals absoluts i han participat en Jocs Olímpics, Campionats del Món i d'Europa, obtenint rècords d'Espanya absoluts en diferents modalitats.
L'any 2010 tenia més de 3.200 socis i el 2013 uns 1.700, 300 dels quals federats en natació, waterpolo i natació sincronitzada.

## Premis i distincions
L'any 1966 el Club Natació Tàrraco va obtenir la medalla al mèrit esportiu de la Federació Catalana de Natació. La mateixa Federació va nomenar-lo Millor club de Catalunya l'any 2014.